# Sonata para teclado a cuatro manos en do mayor (Mozart)
La Sonata para teclado a cuatro manos en do mayor, K. 19d, es una sonata compuesta por Wolfgang Amadeus Mozart en mayo de 1765, cuando tenía nueve años de edad, estando en Londres durante el gran viaje de la familia Mozart.

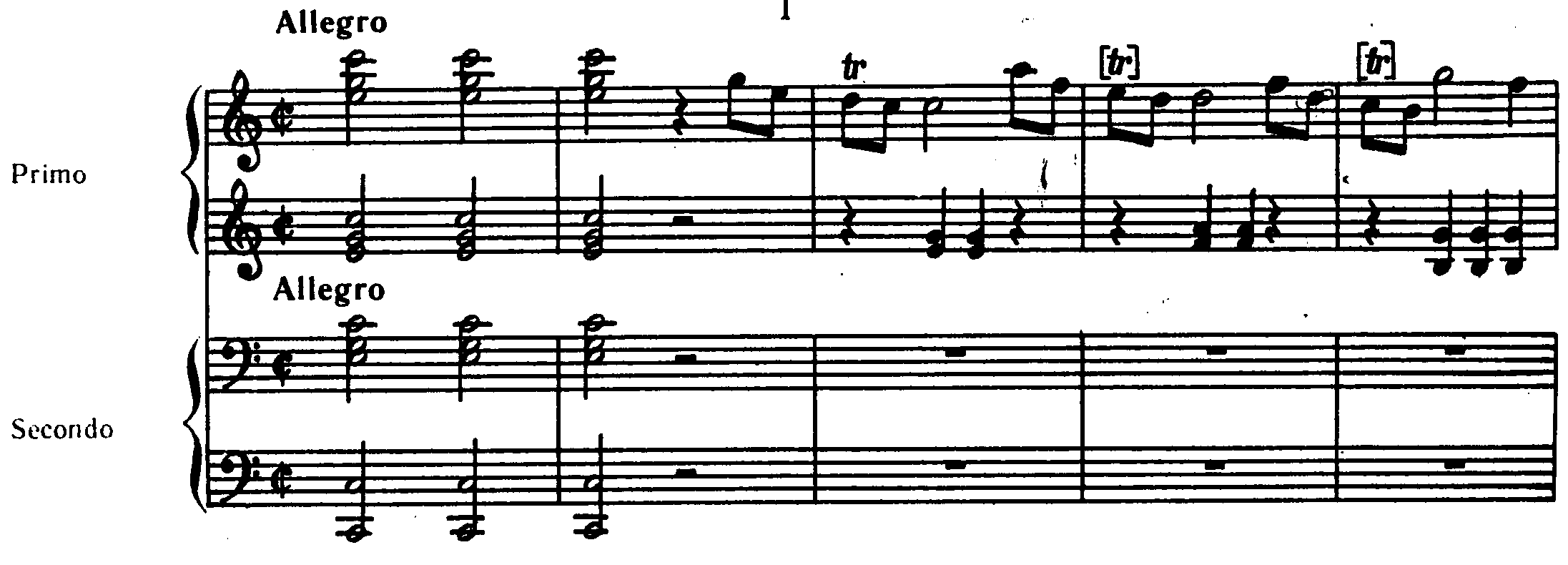
Primeros cinco compases del Allegro de la Sonata K.19d

## Estreno
La obra fue interpretada probablemente por el mismo Mozart en la Gran Sala de Hickford, en la calle Brewer, acompañado por su hermana, Maria Anna Mozart, el 13 de mayo de 1765. Esta obra, como todas sus composiciones tempranas para teclado, está muy influenciada por el estilo de su padre y de otros compositores cercanos a Mozart, como por ejemplo Johann Christian Bach. Investigaciones recientes sugieren que la obra pudo no haber sido compuesta por Mozart.

## Estructura
La sonata consta de tres movimientos:
1. Allegro
2. Menuetto y Trio
3. Rondó